# Мембранофон

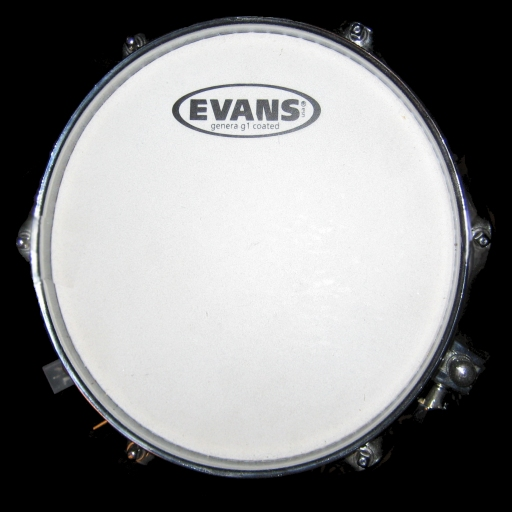
Пластиковая мембрана

Мембранофон — музыкальный инструмент, в котором элементом, издающим звук, является натянутая мембрана.
Большинство мембранофонов относится к барабанам (но существуют барабаны без мембран, сделанные из целого куска дерева, относящиеся к идиофонам). Кроме барабанов, к мембранофонам относят особый класс инструментов, в которых мембрана изменяет звучание голоса.

## Всистеме Хорнбостеля — Закса
Мембранофоны — одна из 4 основных групп инструментов, выделенных в данной классификации.
- 21. Ударные: (барабан, литавры): звук возникает за счет удара о мембрану палочкой, колотушкой или рукой.

- 211. Непосредственно ударяемые: не используют каких-либо механизмов.
- 212. Погремушечные (см. en:Pellet drum)

- 22. Щипковые мембранофоны (индийские гопи-йантра, анандалахари): под центром мембраны узлом прикреплена струна, которая при защипывании передаёт колебания мембране.
- 23. Фрикционные (бугай): звук достигается за счёт трения о мембрану.

- 231. Стержневые: стержень, соединённый с перепонкой, подвергается трению, или с его помощью трётся перепонка.
- 232. Шнуро-фрикционные: Трению подвергается шнур, связанный с перепонкой.
- 233. Ручные фрикционные барабаны: по мембране водят руками.

- 24. Поющие мембраны (напеваемые барабаны, мирлитоны), когда мембрана изменяет звук (казу, гребень или расчёска с мембраной из тонкой бумаги[1]).

- 241. Свободные мембранофоны: воздух непосредственно воздействует на перепонку.
- 242. Трубо- и сосудомирлитоны: перепонка находится внутри сосуда (ящика).

### Крепление мембран
В данной системе инструменты также классифицируются по способу крепления мембраны, к классификации добавляются следующие суффиксы:
- 6. Мембрана приклеена к барабану.
- 7. Мембрана прибита гвоздями.
- 8. Мембрана привязана ремнем или шнуром.
- 9. Мембрана прижата к инструменту обручем.

## Физическая основа
Теоретическим изучением колебания мембран занимается математическая физика. Колебания мембраны описываются волновым уравнением, относящимся к дифференциальным уравнениям в частных производных.
После возникновения колебания усиливаются корпусом инструмента, в нём возникает резонанс и образуются характерные для каждого инструмента обертоны. Возникновение и передача колебаний изучается акустикой.

## Мембраны
Кроме мембран из натуральной кожи, в ударных инструментах используются мембраны из современных полиэфиров. Они могут выпускаться в различных видах:
- Мембраны с напылением используются для имитации звука натуральной кожи, имеют приглушённый звук.
- Мембраны с маслом состоят из 2 слоев с прослойкой масла (или другой вязкой жидкости) между ними. Дают очень приглушённый звук.
- Мембраны с точкой позволяют добиться более чёткого звука, в некоторой мере увеличивает долговечность.
- Мембраны с кольцом избавляют звук от высоких частот, при этом тембр барабана практически не изменяется. Могут быть как «встроены» в саму мембрану, так и накладываться сверху.